# Sottotono
Sottotono ist eine italienische Hip-Hop-Gruppe, die ursprünglich zwischen 1994 und 2001 aktiv war und sich 2021 wiedervereinte. Zunächst bestand sie aus den Rappern Nega und Tormento, dem Produzenten Fish sowie DJ Irmu. Nega und DJ Irmu traten nach dem ersten Album jedoch wieder aus, womit Sottotono als Duo weiterbestand.
Schon im ersten Album bei einem unabhängigen Label (Soprattutto sotto bei Vox Pop) waren die Einflüsse des Westcoast-Hip-Hop spürbar, ein Stil, der auch nach dem Wechsel zum Major-Label Warner fortbestand. In ihren sieben Jahren Aktivität konnte die Gruppe ein breites Publikum erreichen, auch durch die Teilnahme an Festivalbar 1997, den MTV Days 1997 und 1999 und dem Sanremo-Festival 2001. Nach dem Album … In teoria (2001) lösten Tormento und Fish die Gruppe auf, um Solokarrieren zu verfolgen.
Neben Sottotono gründeten Tormento und Fish auch das Kollektiv Area Cronica Entertainment, das neben Spaghetti Funk einige der wichtigsten italienischen Rapper der späten 90er-Jahre versammelte.

## Bandgeschichte

### Die Anfänge und der Erfolg
Sottotono entstand 1994 als Zusammenschluss der Rapper Tormento und Nega, des DJ und Produzenten Fish sowie DJ Irmu, der gerade die Gruppe Otierre verlassen hatte. Die erste Veröffentlichung erfolgte auf der Kompilation Nati per rappare und immer noch im selben Jahr brachte man das erste Album Soprattutto sotto bei Vox Pop heraus. Es enthielt auch den Song La mia coccinella, der ein Radio-Hit wurde. Die zweite Single war La biccia giusta. Schon 1995 traten Nega und DJ Irmu aus unbekannten Gründen aus der Gruppe aus.
Im Jahr 1996 folgte das zweite Album Sotto effetto stono beim Major-Label Warner Music. Tormento nahm hier den Namen Antonio Mantelli an, Fish hingegen trat als Rosario Madonìa in Erscheinung. Das Album war ein großer Erfolg und brachte Sottotono Doppelplatin ein. Daraufhin hatte das Duo eine Reihe von Fernsehauftritten, etwa bei Domenica in oder auf der Bühne des Concerto del Primo Maggio. Erste Single war Tranquillo, ein Lied mit starkem Funk-Einfluss, gefolgt von Solo lei ha quel che voglio und Dimmi di sbagliato che c’è. Sottotono war 1996 auch beim Premio italiano della musica im Rennen, wo jedoch der Rapper Frankie hi-nrg gewinnen konnte.
Nach dem Album nahmen Tormento und Fish mit Kay Bianco und Speaker Cenzou die Single Ieri, oggi e domani auf, deren Erlöse an die ONLUS Lega italiana per la lotta contro l’AIDS gingen. Beim Festivalbar-Wettbewerb 1997 gewann Sottotono mit Dimmi di sbagliato che c’è den Preis als Entdeckung des Jahres; außerdem nahm das Duo 1997 und 1999 an den MTV Days in Bologna teil. Das nächste Album Sotto lo stesso effetto erschien 1999, mit den Singles Amor de mi vida und Mai più, letztere in Zusammenarbeit mit Shola Ama.
Im Soundtrack des Films Zora la vampira der Gebrüder Manetti war Sottotono 2000 mit Ora la colpa a chi la dai vertreten; Tormento spielte im Film außerdem in der Rolle des Rappers Cianuro mit.

### Der anhaltende Erfolg und die Sanremo-Kontroverse
Im Jahr 2001 nahm Sottotono am Sanremo-Festival teil und präsentierte das Lied Mezze verità, das den 14. Platz erreichen konnte. In der Fernsehsendung Striscia la notizia wurde das Duo jedoch des Plagiats bezichtigt: ihr Lied sei eine Kopie von Bye Bye Bye der Gruppe *NSYNC. Während der Pressekonferenz des Festivals versuchte Valerio Staffelli, dem Duo dafür den Satirepreis Tapiro d’Oro zu verleihen, woraufhin es zu einer Schlägerei kam, nach der Staffelli ins Krankenhaus eingeliefert wurde; Raffaella Carrà, die damalige Moderatorin des Festivals zeigte Verständnis für das Duo, das dem Druck des Festivals ausgesetzt gewesen sei. Doch auch mit der Festivalleitung gab es Probleme, da der Liedtext stellenweise als zu vulgär kritisiert wurde; Sottotono ließen die kritisierten Stellen daraufhin einfach weg, was den Eindruck der Zensur erweckte.
Auf dem Album La mia anima von Mietta war das Duo mit dem Lied Un uomo per cui ucciderei vertreten. Immer noch 2001 erschien schließlich … In teoria, ein Album, auf dem sich Sottotono mehr in Richtung Soul und R&B entwickelte; es enthielt Zusammenarbeiten mit dem Rapper Nesli und der Sängerin Al Castellana. Im Anschluss an das Album lösten Tormento und Fish das Duo auf und starteten Solokarrieren. Im Jahr 2003 erschien die erste Kompilation Vendesi – Best of Sottotono mit zwei bis dahin unveröffentlichten Liedern; Single daraus war (Sei tu) che mi dai.

### Nach der Trennung

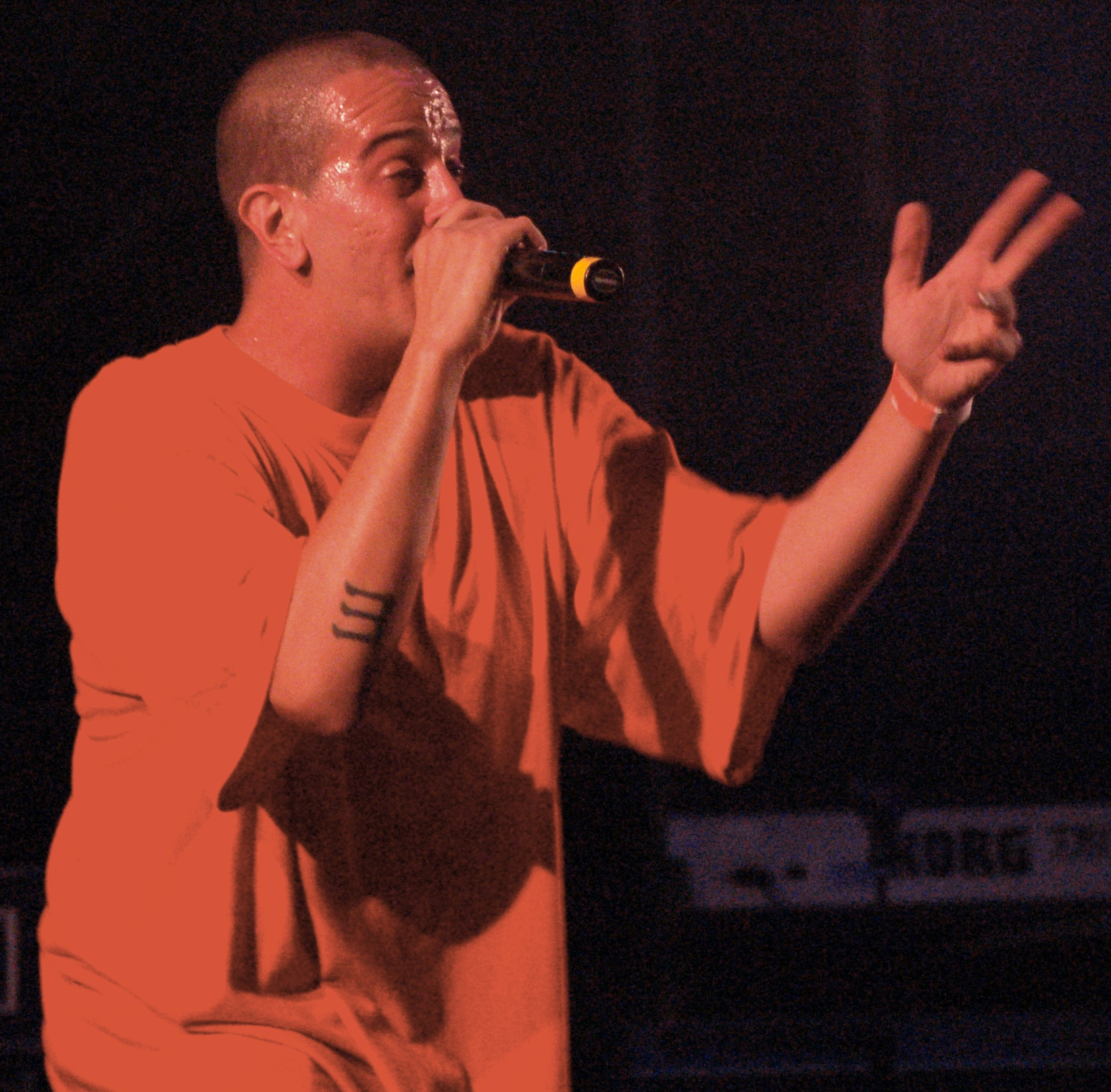
Tormento (2008)

2007 erschien bei Warner die zweite Kompilation Le più belle canzoni dei Sottotono, diesmal ohne neues Material.
Tormento veröffentlichte schon 2002 seine erste Solo-EP Una nuova visione del mondo, gefolgt 2004 vom ersten Album Il mondo dell’illusione. Dafür hatte er das neue Pseudonym Yoshi Torenaga angenommen, er kehrte in der Folge aber wieder zum Namen Tormento zurück, angefangen beim Doppelalbum Il mio diario. Fish hingegen begann 2004 in Zusammenarbeit mit dem Rapper Esa, dem Bruder von Tormento, mit der Veröffentlichung mehrerer Singles: Resta ancora mit dem Reggae-Sänger Retnek und Cos’è che vuoi da me, mit der Sängerin Kelly Joyce. Nach der dritten Single erschien auch das Album Robe grosse, auf dem auch andere Rapper wie Mondo Marcio, Vacca und Medda (Microspasmi) in Erscheinung traten. Danach arbeitete Fish mit Fabri Fibra zusammen, etwa auf dem Album Tradimento von 2006 und auf dem Nachfolger Bugiardo von 2007.

### Rückkehr
Im April 2021 meldete sich Sottotono mit der neuen Single Mastroianni zurück. Anfang Juni erschien mit Originali das fünfte Studioalbum der Gruppe.

## Area Cronica Entertainment
Area Cronica Entertainment ist ein von Sottotono 1996 gegründetes Rapkollektiv, zur Zeit der Veröffentlichung des Albums Contro gli estimatori von Bassi Maestro; die Crew umfasste neben Tormento, Fish und Bassi Maestro Sab Sista, Left Side, Lyricalz, Maku Go & Sardo Triba und Jasmine. Zwischen 1999 und 2000 veröffentlichte sie die fünf Kompilationen Areacronica.com, Nel vortice vol. 1, Nel vortice vol. 2, Nel vortice vol. 3 und Nel vortice vol. 4; auch Marya, Don Joe (Club Dogo), Kaso & Maxi B, Cricca Dei Balordi, Fritz da Cat oder Microspasmi waren beteiligt. Nach 2000 zerbrach das Kollektiv allerdings.

## Stil und Einflüsse

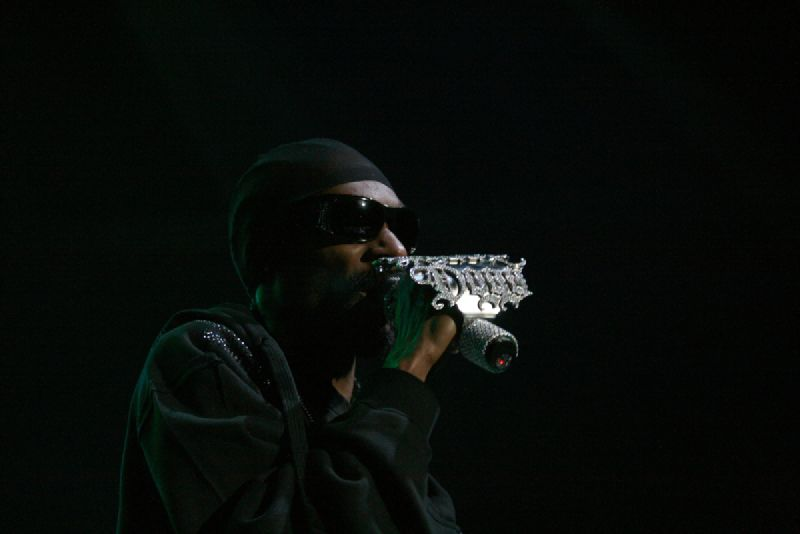
Snoop Dogg 2008

Der Stil von Sottotono bedient sich hauptsächlich zweier amerikanischer Stilrichtungen: zum einen die Hardcore-Seite, inspiriert von Westcoast-Hip-Hop, mit Exponenten wie Warren G, Snoop Dogg, Dr. Dre, Tupac Shakur, Ice Cube, N.W.A oder Bone Thugs-N-Harmony; zum anderen die leichtere Seite, inspiriert vom Soul und dessen klassischen Interpreten wie Marvin Gaye, Al Green oder Curtis Mayfield sowie dem Conscious Rap in Bezugnahme auf Raphael Saadiq oder Common. Die leichtere Seite trat vor allem ab dem dritten Album Sotto lo stesso effetto in den Vordergrund, begleitet von einer stärkeren Ausrichtung am damals populären Drum and Bass.

## Diskografie

### Alben
| Jahr | Titel                       | Höchstplatzierung, Gesamtwochen, AuszeichnungChartplatzierungen (Jahr, Titel, Platzierungen, Wochen, Auszeichnungen, Anmerkungen) | Höchstplatzierung, Gesamtwochen, AuszeichnungChartplatzierungen (Jahr, Titel, Platzierungen, Wochen, Auszeichnungen, Anmerkungen) | Anmerkungen |
| Jahr | Titel                       | IT | CH | Anmerkungen |
| ---- | --------------------------- | --- | --- | ----------- |
| 1996 | Sotto effetto stono         | IT13 (30 Wo.)IT | — |             |
| 1999 | Sotto lo stesso effetto     | IT4 (11 Wo.)IT | — |             |
| 2001 | … In teoria                 | IT24 (7 Wo.)IT | — |             |
| 2003 | Vendesi – Best of Sottotono | IT39 (3 Wo.)IT | — |             |
| 2021 | Originali                   | IT6 (4 Wo.)IT | — |             |

Weitere Alben
- 1994 – Soprattutto sotto
- 2007 – Le più belle canzoni dei Sottotono

### Singles
| Jahr | Titel Album                                | Höchstplatzierung, Gesamtwochen, AuszeichnungChartplatzierungen (Jahr, Titel, Album, Platzierungen, Wochen, Auszeichnungen, Anmerkungen) | Höchstplatzierung, Gesamtwochen, AuszeichnungChartplatzierungen (Jahr, Titel, Album, Platzierungen, Wochen, Auszeichnungen, Anmerkungen) | Anmerkungen                                            |
| Jahr | Titel Album                                | IT | CH | Anmerkungen                                            |
| ---- | ------------------------------------------ | --- | --- | ------------------------------------------------------ |
| 2001 | Amarti ripettarti … In teoria              | IT23 (5 Wo.)IT | — |                                                        |
| 2001 | Mezze verità … In teoria                   | IT14 (11 Wo.)IT | — |                                                        |
| 2003 | Pronti –                                   | — | CH54 (3 Wo.)CH | Effedi feat. Sottotono                                 |
| 2021 | Solo lei ha quel che voglio 2021 Originali | IT51 (1 Wo.)IT | — | Sottotono, Guè Pequeno & Marracash feat. Tiziano Ferro |

Weitere Singles
- 1994: La mia coccinella
- 1995: La biccia giusta
- 1996: Tranquillo
- 1996: Ieri, oggi e domani
- 1996: Solo lei ha quel che voglio
- 1996: Dimmi di sbagliato che c’è
- 1999: Amor de mi vida
- 1999: Mai più
- 2002: (Sei tu) che mi dai

## Belege
1. 1 2  Tormento, un rapper con “Alibi”. In: LaStampa.it. Italiana Editrice, 22. Juli 2007, archiviert vom Original (nicht mehr online verfügbar) am 4. Mai 2008; abgerufen am 6. November 2016 (italienisch).
2. ↑  siehe CD-Backcover
3. 1 2 3 4  Bentornato Tormento. In: Festivalbar.it. PromoEsse, 18. Juli 2005, abgerufen am 6. November 2016 (italienisch).
4. 1 2  Sottotono. In: Doppia H. Russo Bros., archiviert vom Original (nicht mehr online verfügbar) am 6. Januar 2009; abgerufen am 6. November 2016 (italienisch).
5. ↑  Diciannove artisti per il disco di “Musica!” In: Repubblica.it. Gruppo Editoriale L’Espresso, 21. April 1998, abgerufen am 6. November 2016 (italienisch).
6. ↑  Una festa per la musica da non dimenticare. In: Repubblica.it. Gruppo Editoriale L’Espresso, 21. April 1998, abgerufen am 6. November 2016 (italienisch).
7. ↑  Sottotono / Kay Bianco / Speaker Cenzou – Ieri, oggi e domani. In: Discogs. Zink Media, abgerufen am 6. November 2016.
8. ↑  Luca Bernini: Zora la vampira – colonna sonora. In: Rockol.it. Abgerufen am 6. November 2016 (italienisch).
9. ↑  Zora the Vampire. In: Internet Movie Database. Amazon.com, abgerufen am 6. November 2016.
10. ↑  Sanremo 2001. In: HitParadeItalia. Abgerufen am 6. November 2016 (italienisch).
11. ↑  Il tapiro accolto da calci e sputi, l’inviato di Striscia all’ospedale. In: Repubblica.it. Gruppo Editoriale l’Espresso, 2. März 2001, abgerufen am 6. November 2016 (italienisch).
12. ↑  Dario Olivero: Il trionfo di Elisa, Giorgia è seconda. In: Repubblica.it. Gruppo Editoriale l’Espresso, 4. März 2001, abgerufen am 6. November 2016 (italienisch).
13. ↑  I testi dei Sottotono censurati da Sanremo. In: Corriere della Sera. RCS MediaGroup, 14. Februar 2001, S. 38 (italienisch, Onlineartikel (Memento vom 10. November 2012 im Internet Archive) [abgerufen am 6. November 2016]).
14. ↑  La mia anima – Mietta. In: Allmusic. Abgerufen am 6. November 2016 (englisch).
15. ↑  …in teoria – Sottotono. In: Allmusic. Abgerufen am 6. November 2016 (englisch).
16. ↑  Fish – Robe grosse. In: Discogs. Zink Media, abgerufen am 6. November 2016 (englisch).
17. ↑  Robe grosse – Fish. In: Allmusic. Abgerufen am 6. November 2016 (englisch).
18. ↑  SOTTOTONO: Il grande ritorno, il 23 Aprile esce il singolo che anticipa il nuovo album “Originali”. 21. April 2021, abgerufen am 22. April 2021 (italienisch).
19. ↑  Gabriele Antonucci: Sottotono: Originali e il ritorno dell’anima nel rap. 4. Juni 2021, abgerufen am 4. Juni 2021 (italienisch).
20. 1 2  Area cronica Hip Hop. In: Corriere della Sera. RCS MediaGroup, 23. Dezember 1998, S. 51 (italienisch, Onlineartikel (Memento vom 3. Dezember 2013 im Internet Archive) [abgerufen am 6. November 2016]).
21. 1 2 3  Area Cronica. In: La Casa del Rap. Archiviert vom Original (nicht mehr online verfügbar) am 3. Dezember 2013; abgerufen am 6. November 2016 (italienisch).
22. 1 2  Johnny Loftus: Sottotono. In: Allmusic. Abgerufen am 6. November 2016 (englisch).
23. ↑  I Sottotono, al secolo Fish e Tormento, insieme dal 1994. Warner Music Italy, archiviert vom Original (nicht mehr online verfügbar) am 8. Dezember 2002; abgerufen am 6. November 2016 (italienisch).
24. ↑  Guido Racca & Chartitalia: Top 100 FIMI Album. Lulu, 2013, S. 170.
25. ↑  Chartquellen (Singles):
  - Guido Racca & Chartitalia: Top 100 FIMI Singoli. Lulu, 2013, S. 147 (IT).
  - Singles von Sottotono. In: Hitparade.ch. Hung Medien, abgerufen am 6. November 2016 (CH).